# Rete tranviaria di Washington (1862-1962)
La rete tranviaria di Washington era la rete tranviaria a servizio della città di Washington attiva dal 1862 al 1962. Dopo la chiusura della rete, solo nel 2016, dopo 54 anni, la città di Washington si è dotata di una nuova tranvia.

## Storia
La prima tranvia a cavalli venne aperta il 29 luglio 1862 dalla Washington and Georgetown Railroad, collegando il Campidoglio con il Dipartimento di Stato. In seguito la rete iniziò ad espandersi con l'apertura di nuove linee gestite da diverse aziende private, la Metropolitan Railroad, la Columbia Railway, la Anacostia and Potomac River Railroad e la Capitol, North O Street and South Washington Railway. Nel 1888, le linee iniziarono ad essere elettrificate, portando alla nascita di altre aziende, tra cui la Rock Creek Railway, che nel 1895 vennero fusa con la Washington and Georgetown Railroad per formare la Capital Traction Company. Nel 1899, anche le altre aziende minori venne fuse intorno alla Metropolitan Railroad nella Washington Railway and Electric Company.
Nel 1916, con un'estensione di 321 km di cui circa 160 dentro i confini della città, la rete raggiunse la sua massima estensione. Nel 1933 la Capital Traction Company e la Washington Railway and Electric Company furono fuse nella Capital Transit Company, portando la gestione dell'intera rete sotto un'unica azienda. In seguito, la motorizzazione di massa e lo sviluppo degli autobus portarono ad un ridimensionamento della rete e nel 1956, l'azienda venne venduta a O. Roy Chalk per 13,5 milioni di dollari e rinominata DC Transit, con esplicite istruzioni di sostituire la rete con autobus entro il 1963. Fu così che, nonostante le numerose opposizioni, il 28 gennaio 1962, i tram effettuarono l'ultima corsa.